# Diogo Morgado

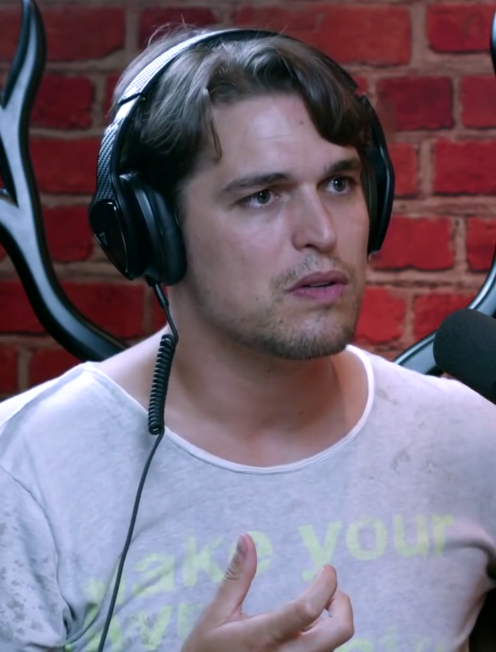
Diogo Morgado (August 2015)

Diogo Miguel Morgado Soares (* 17. Januar 1981 in Campo Grande, Lissabon) ist ein Model, Filmschauspieler und Filmregisseur aus Portugal.

## Leben
Diogo Morgado wurde in Campo Grande, einer Stadtgemeinde der portugiesischen Hauptstadt Lissabon, geboren. Er und sein jüngerer Bruder Pedro wuchsen im Alentejo heran. Diogos Karriere begann 1995, im Alter von 14 Jahren, als Fotomodel. Im selben Jahr feierte er in der Fernsehserie Os Malucos do Riso sein Debüt als Schauspieler. In der bis heute in Portugal produzierten Daily Soap Terra Mãe stand er ab 1998 für 130 Episoden vor der Kamera.
Bis heute ist Morgado vor allem in Portugal bekannt. Er war in zahlreichen Fernsehfilmen und Serien als Haupt- oder Gastdarsteller zu sehen. In der erfolgreichen Telenovelas Laços de Sangue (2010–2011) war er 315 Episoden lang als Schauspieler tätig. Mit zunehmender Bekanntheit erhielt er auch häufiger Hauptrollen, etwa 2012 im prämierten Thriller A Teia de Gelo des bekannten Regisseurs und Schauspielers Nicolau Breyner. In der Miniserie Die Bibel (2013) verkörperte er Jesus von Nazaret. Im daraus ausgekoppelten Film Son of God stand er ebenfalls als der Sohn Gottes vor der Kamera.
Diogo Morgado ist gegenwärtig mit Sofia Duarte Silva liiert. Anfang Mai 2016 wurde das Paar Eltern eines Sohnes. Aus einer früheren Beziehung mit Cátia Oliveira hat er seinen Sohn Santiago, der am 2. September 2009 geboren wurde.
Nach zwei Kurzfilmen führte er 2017 erstmals Regie bei einem abendfüllenden Kinofilm. Die Komödie Malapata wurde ein Publikumserfolg. Er drehte danach weitere Filme, darunter ein weiterer Kurzfilm und ein Fernsehfilm.

## Filmografie

### Schauspieler (Auswahl)
- 2005: O Crime do Padre Amaro
- 2009: Star Crossed
- 2012: A Teia de Gelo
- 2013: Die Bibel (The Bible, Miniserie, 5 Episoden)
- 2014: Red Butterfly
- 2014: Son of God
- 2014: Virados do Avesso
- 2015: The Messengers (Fernsehserie, 13 Episoden)
- 2016: Love Finds You in Valentine – In der Heimat wohnt das Glück (Love Finds You in Valentine, Fernsehfilm)
- 2017: O Matador
- 2017: Malapata
- 2018: Parque Mayer
- 2021: The Unholy
- 2021–2022: Pôr do Sol (Telenovela-Parodie, 20 Episoden)
- 2021–2023: Para Sempre (Telenovela)

### Regie
- 2013: Break (Kurzfilm)
- 2016: Signal (Kurzfilm)
- 2017: Malapata
- 2017: Excuse (Kurzfilm)
- 2019: Solum
- 2020: Interface (Fernsehfilm)
- 2021: Irregular